# 恭城文庙
恭城文庙位于中国广西壮族自治区桂林市恭城瑶族自治县拱辰街，2006年作为“恭城古建筑群”之一被列为第六批全国重点文物保护单位。
恭城文庙始建于明永乐八年（1410年），重修于清道光二十二年（1842年）。文庙坐北朝南，背依山岗，地势由前到后逐级升高，中轴线上有棂星门、状元桥、泮池、大成门、大成殿、崇圣祠，两侧有礼门、碑亭、乡贤祠、名宦祠等建筑。主体建筑大成殿，面阔三间，重檐歇山顶。

## 图片
- 文庙全貌
- 棂星门
- 状元桥、泮池、大成门
- 大成殿